# Aulacocephalus temminckii
Aulacocephalus temminckii – gatunek morskiej ryby z rodziny strzępielowatych, jedyny przedstawiciel rodzaju Aulacocephalus Temminck & Schlegel, 1843.
Występowanie: Morze Czerwone, Ocean Indyjski i Ocean Spokojny, rafy koralowe na głębokościach 20–120 m p.p.m.

## Opis
Osiąga do 40 cm długości.